# Rebecca Bunny
Rebecca Bunny, nome artístico de José Coelho, é uma drag queen portuguesa.

## Biografia
Em 1997 iniciou-se na arte do transformismo como modelo drag, assumindo pouco depois o nome de Rebecca Bunny, ou ainda Becca. Nos anos seguintes, ganhou notoriedade na comunidade LGBT e no circuito de bares gay de Lisboa, tornando-se numa das mais conhecidas artistas residentes da discoteca Trumps, situada no Príncipe Real, e nos drag brunches do Ninho, no Campo dos Mártires da Pátria, pela sua estética marcada por referências pop, humor e atuações energéticas, sendo as suas principais inspirações as artistas Rihanna, Ariana Grande, Lady Gaga e Pabllo Vittar. É também considerada uma fashion queen, buscando fortes inspirações a estilistas conceituados e aos editoriais de revistas de moda como a Vogue nas suas sessões fotográficas.
Para além das suas atuações em drag shows, ao longo da sua carreira tem participado em diversos eventos e iniciativas de visibilidade LGBTQIA+, incluindo diversas campanhas de sensibilização social, talkshows sobre diversidade e oficinas de iniciação ao drag para jovens artistas, tendo ainda sido jurada em 2017 na primeira edição do concurso de drag queens Miss Drag Lisboa, organizado por Miss Moço, que premiou Sylvia Koonz. Costuma actuar em conjunto com a sua colega de performance drag Lola Bunny, com quem mantem uma relação amorosa.
Em 2018 foi uma das três protagonistas da reportagem da TVI "Senhor Traveca", da autoria do jornalista Emanuel Monteiro, ao lado das drag queens Camel Toe e Luna, sendo os telespectadores convidados a ingressar numa viagem ao mundo drag e confrontados com o amor pela arte para além dos seus principais obstáculos, nomeadamente o preconceito e a discriminação social e familiar.